# Saad Eddin Ibrahim
Saad Ibrahim (Egyptisch-Arabisch: سعد الدين إبراهيم) (Mansoera, 3 december 1938 – 29 september 2023) was een Egyptisch-Amerikaans hoogleraar sociologie. Zijn werk werd vertaald naar dertien andere talen, in het bijzonder over thema's als de burgermaatschappij, democratie in de Arabische wereld, islamitisch activisme en etniciteit in het Midden-Oosten.
Hij was oprichter van het Ibn Khaldoencentrum, een internationale denktank op het gebied van mensenrechten.

## Biografie
Ibrahim slaagde in 1960 voor zijn bachelorgraad aan de Universiteit van Caïro en promoveerde in 1968 tot Doctor of Philosophy aan de Universiteit van Washington. Hij had zowel de Egyptische als Amerikaanse nationaliteit.
Ibrahim gaf les aan verschillende universiteiten in Egypte en erbuiten, waaronder aan de Universiteit van Caïro, de Universiteit van Californië in Los Angeles en de Universiteit van Washington. Hij bracht talrijke publicaties voort en verscheen in televisie-uitzendingen van belangrijke internationale zenders, zoals de BBC, CNN, ABC, CBS en NBC. Ook had hij op een prominent televisiekanaal in Egypte vier jaar lang een eigen wekelijkse show, genaamd Off the Limelight.
Hij was oprichter van het Ibn Khaldoencentrum, een internationale denktank op het gebied van mensenrechten. Van 2000 tot 2002 werd hij herhaaldelijk tot zeven jaar gevangenisstraf veroordeeld, omdat het centrum geld van de Europese Unie had geaccepteerd. De uitspraak luidde dat hij daarmee het imago van Egypte had beschadigd. Deze fondsen waren ervoor bestemd om waarnemers te financieren tijdens verkiezingen. Na vijftien maanden in de cel te hebben doorgebracht, werd hij in hoger beroep vrijgesproken van alle aanklachten. Ook werden later opnieuw aanklachten tegen hem ingediend en woonde hij op gezette tijden in buitenlands ballingschap.
Voor UNESCO nam hij deel aan de stuurgroep van het programma voor Management of Social Transformations (MOST). Daarnaast was hij als hoogleraar verbonden aan de Amerikaanse Universiteit in Caïro. Hij was lid van de Club van Rome en had zitting in tal van organisaties en commissies. Ibrahim schreef honderden artikelen die naar dertien talen werden vertaald, in het bijzonder over thema's als de burgermaatschappij, democratie in de Arabische wereld, islamitische activisme en etniciteit in het Midden-Oosten.
Hij werd meermaals onderscheiden, waaronder in 1985 met een Koeweitse Prijs in Sociale en Economische Wetenschappen, in 1988 met de Bahreinse Onderscheiding van Verdienste voor Educatief Onderzoek en in 1990  in de Jordaanse Orde van de Onafhankelijkheid.
Ibrahim overleed op 84-jarige leeftijd.